# Paula kommt – Sex und gute Nacktgeschichten
Paula kommt – Sex und gute Nacktgeschichten ist eine Fernsehsendung zum Thema Sexualität, die von Paula Lambert moderiert wird. Die Sendung wird seit dem 8. November 2013 vom Fernsehsender Sixx gezeigt.

## Inhalt und Konzept
Jede Ausgabe der Sendung beschäftigt sich mit einem zentralen Hauptthema, zum Beispiel One-Night-Stands, Bisexualität oder BDSM. Der Hauptteil der Sendung besteht aus einem Interview mit einem nicht prominenten Gast, der mit dem Thema der Sendung zu tun hat. Aufzeichnungsort der Interviews ist kein Studio, sondern ein vom Gast gewählter Platz. Das ist in der Regel ein öffentlicher Ort (Bar, Tattoo-Studio, Kfz-Werkstatt etc.), manchmal aber auch die private Wohnung des Gastes. Seit Staffel 7 wird in einem wohnungsähnlichen Studio gedreht.
Die Interviews werden durch verschiedene Einspieler unterbrochen (siehe Rubriken). Die Reihenfolge und Kombination der Einspieler werden dabei laufend variiert, so dass nicht in jeder Folge jede Rubrik auftaucht.
Zwischen den einzelnen Teilen der Sendung erfolgen grafische Einblendungen von Statistiken und Fakten zur Sexualität.
Ab ungefähr der Hälfte der Sendung steht im Hintergrund eine komplett nackte Person (in der Regel jeweils des anderen Geschlechtes als der Gast). Diese Personen wirken aber praktisch nur als „Dekoration“ und werden nicht aktiv in das Gespräch eingebunden.

## Titelmusik
Die Titelmusik war von Staffel 1 bis Staffel 6 Blurred Lines von Robin Thicke, T.I. und Pharrell Williams. Seit Staffel 7 ist der Titelsong „Anymore“ von Goldfrapp.